# Farkaševa gradina
Farkaševa gradina, arheološko nalazište u mjestu i općini Farkaševac, zaštićeno kulturno dobro.

## Opis
Farkaševa gradina (Farkaševi dvori i sl.) nalazi se 300 JI od trase auto-ceste i 40 metara istočno od Potoka Dunjara, u jugoistočnom bloku čestice, (N 45° 53 587″, E 16° 37 483″, nadmorske visine 110 m. To je srednjovjekovno kružno gradište s dva obrambena jarka, wasserburg, koji su nekad bili spojeni s potokom. Na zapadnom dijelu nalazi se malo uzvišenje, možda „kula“ na kojem je nađeno nešto ulomaka keramike, opeke te kućnog lijepa. Lokalna predaja govori da je gradište dobilo ime po bivšem vlasniku vlastelinu Farkašu, a te se ime prenijelo i na današnje naselje. Također se spominje da je nedaleko gradišta bilo i naselje i crkva.

## Zaštita
Pod oznakom P-4591 zavedena je kao nepokretno kulturno dobro - pojedinačno, pravna statusa zaštićena kulturnog dobra, klasificirano kao "argraditeljska baština".